# George Roy Hill
George Roy Hill (Mineápolis, Minnesota, 20 de diciembre de 1921-Nueva York, 27 de diciembre de 2002) fue un director, realizador y productor de cine estadounidense, recordado sobre todo por sus películas El golpe, por el que fue galardonado en 1973 con el premio Óscar a la mejor dirección, y Dos hombres y un destino.

## Biografía
Roy Hill estudió en la Universidad de Yale, donde se graduó en 1943, y más tarde en el Trinity College de Dublín. Sirvió en la Armada de los Estados Unidos durante la Segunda Guerra Mundial, y fue piloto de combate en la guerra de Corea.
Comenzó su carrera como realizador en la televisión estadounidense, dirigiendo algunos capítulos de la serie Kraft Televisión Theatre. En cine, sus primeras películas fueron adaptaciones de obras teatrales de éxito en los escenarios de Broadway. Así, en 1962 rodó su primer film importante: Toys in the Attic, sobre la relación posesiva y de dependencia-locura que un hombre ya maduro tiene en su casa con sus hermanas solteronas, para la que Roy Hill contó con Dean Martin, Yvette Mimieux y Gene Tierney. Sin ser una obra plenamente lograda, tiene la atmósfera opresiva idónea y posee buenas caracterizaciones, aunque no logra profundizar en el porqué ni en el cómo con la contundencia que debiera.
1964 supone un éxito para el director, con una comedia de fina e inteligente ironía protagonizada por un Peter Sellers en su apogeo, The World of Henry Orient, donde destacan también Angela Lansbury y Paula Prentiss. Con esta obra, Hill empieza a mostrar que su cine va a consistir en historias que fluctúan constantemente entre la risa y el drama, independientemente del género cinematográfico en que se encuadre cada película suya, en un estilo personal y en cierto modo introspectivo, que impregna a sus películas más famosas, El golpe y Dos hombres y un destino.
En 1966 estrenó la adaptación de un best seller de la época que va a convertirse en una de las sensaciones de la temporada, Hawaii, con tan buenas críticas como número de espectadores y muy pronto con su propio ramillete de filmes imitando temática y/o escenario exótico. Más de tres horas de metraje para una superproducción de excelente calidad, protagonizada por Richard Harris, Julie Andrews y Max Von Sydow en los papeles principales, con bella fotografía en color, música «sedante» y todos los ingredientes de un drama de primera línea.
Su siguiente película supondrá, al lado de ésta, un fracaso de cara a la taquilla y una división entre la crítica especializada: Millie, una chica moderna es un musical que versiona una obra de Broadway, pero también es una obra visual y estructuralmente coyuntural del momento de su estreno, pero a la vez es una historia sobre la libertad femenina y su lucha contra las convenciones sociales, pero a la vez es una película de toque fantástico e irreal, etc., lo que hace que pese a su frescura y buenos números, no pueda considerársela una obra sólida y convincente a un nivel suficiente. No obstante, ver a Mary Tyler Moore, Julie Andrews, Gwen Verdon y Dick Van Dyke en esta comedia musical soñadora y atractiva, tiene su aquel. 
Dos hombres y un destino se estrena en 1969 y reúne por primera vez en pantalla a dos verdaderas estrellas: Paul Newman un consagrado y Robert Redford en pleno auge. La cinta narra la historia de dos bandidos-ladrones-fugitivos que van a verse envueltos en un delito del que no podrán salir indemnes tan fácilmente como estaban acostumbrados, con una joven introduciéndose en sus vidas paulatinamente. La comedia y el drama se entremezclan con una narración en clave de western, que también se apunta un poco a la corriente desmitificadora y de ese tipo de westerns crepusculares donde unos personajes se sienten perdidos en un Oeste que no es el de antes, porque ya no existe-. Romance, acción, aventuras y ensoñación se van entremezclando para dar paso a una cinta placentera y gozosa de ver y revisar, con una banda sonora inolvidable, que se convirtió en uno de los títulos más emblemáticos de la década y que, además de lo dicho, también innovaba en un género que apuntaba ya un cansancio de temas, estilos y público, herido de muerte. Katharine Ross logró la popularidad con su personaje en la cinta.
La década de 1970 será la más fructífera para el director, con sus colaboraciones con Newman y Redford juntos una vez más y luego por separado. Primero trabaja en Matadero cinco (1972), adaptación de una celebrada novela de Kurt Vonnegut, llevada a la pantalla con más voluntariedad y buenas intenciones que resultados, aunque varios sectores de la crítica la califican como «de culto». Luego llega El golpe (1973), que reedita la taquilla de Dos hombres y un destino, alcanzando casi el rango de mítica desde su mismo estreno, que cuenta una historia de falsificadores y timadores en la década de 1930, con elegancia, magnífica puesta en escena y un puñado de grandes actores -la mayoría y como siempre, secundarios no tan reconocidos por el gran público como debieran-. Más tarde, Redford se une a Susan Sarandon, Margot Kidder y Bo Svenson en El carnaval de las águilas (1975); el drama-biografía-recreación de los pilotos de exhibición que intentaban sobrevivir en tiempos difíciles, en un título no suficientemente valorado de su director, pero casi notable. La década termina para Roy Hill con sendos filmes que, sin ser maravillosos, sí le reportan popularidad y dinero: Slap Shot (1977) (hockey-masculinidad-superación-patetismo-crisis personal-... con Paul Newman y dos excelentes y jovencísimos Michael Ontkean y Melinda Dillon; y Un pequeño romance (1979), con Diane Lane y Laurence Olivier en un drama sentimental con fantástica banda sonora y expectativas cinematográficas no cumplidas. 
La década de 1980 supone el final de la corta trayectoria de Hill y la sensación de que su talento no fue aprovechado por productores y estudios, pese a que presenta una película tan interesante como The World According to Garp (1982), basada en la novela de John Irving, dirigiendo con estilo a Robin Williams, Glenn Close, Mary Beth Hurt y John Lithgow, y sacando adelante un guion que presentaba algunos agujeros. También consigue notoriedad con una historia que se publicitó bien pero que al final no valía tanto: La chica del tambor con Diane Keaton, Klaus Kinski y Yorgo Voyagis en medio del ambiente de espionaje y el descontrol internacional de la Guerra Fría, según un inspirado John le Carré, trasplantados a una película fría, aparatosa y que no termina de cuajar. Por último, Aventuras y desventuras de un yuppie en el campo (1988)  concebido como vehículo para el lucimiento del popular actor cómico Chevy Chase y de agradable aunque insustancial visión, pone fin a la trayectoria del buen cineasta George Roy Hill.

## Filmografía

### Director

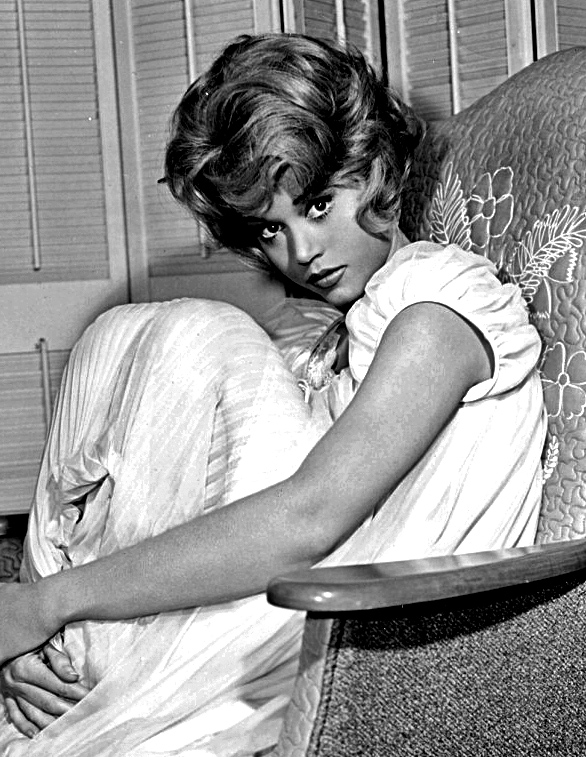
La actriz Jane Fonda en una foto publicitaria de la película Periodo de adaptación (1962).

- Periodo de adaptación (Period of Adjustment, 1962), basada en la obra de teatro homónima de 1960, escrita por Tennessee Williams
- Toys in the Attic (1963)
- The World of Henry Orient (1964)
- Hawái (1966)
- Millie, una chica moderna (1967)
- Dos hombres y un destino (1969)
- Matadero cinco (1972)
- El golpe (1973) (The sting)
- El carnaval de las águilas (1975)
- Slap Shot (1977)
- Un pequeño romance (1979) (A little romance)
- El mundo según Garp (1982)
- La chica del tambor (1984)
- Aventuras y desventuras de un yuppie en el campo (1988)

### Productor
- El carnaval de las águilas (1975)
- The World According to Garp (1982)

### Guionista
- El carnaval de las águilas (1975)

## Premios y distinciones
Premios Óscar
| Año  | Categoría      | Película                 | Resultado |
| ---- | -------------- | ------------------------ | --------- |
| 1969 | Mejor director | Dos hombres y un destino | Nominado  |
| 1974 | Mejor director | El golpe                 | Ganador   |

Globo de Oro
| Año  | Categoría                          | Película                     | Resultado |
| ---- | ---------------------------------- | ---------------------------- | --------- |
| 1964 | Mejor película - Comedia o musical | El irresistible Henry Orient | Nominado  |
| 1967 | Mejor película - Comedia o musical | Millie, una chica moderna    | Nominado  |

Festival Internacional de Cine de Cannes
| Año  | Categoría         | Película       | Resultado |
| ---- | ----------------- | -------------- | --------- |
| 1972 | Premio del Jurado | Matadero cinco | Ganador   |